# Fraude arqueológico

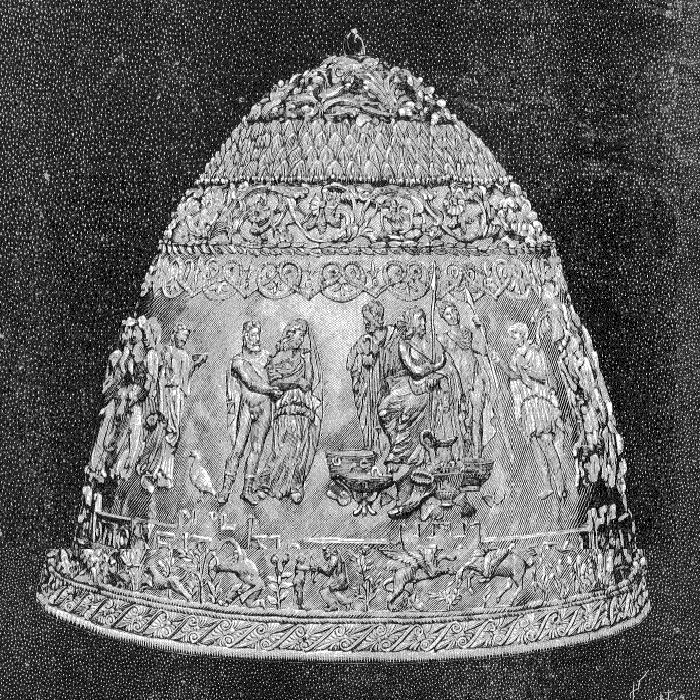
Fotografía de la tiara de Saitaphernes, publicada en La Nature en 1896, considerada un ejemplo de fraude arqueológico.

Un fraude arqueológico es la acción de fabricar o manipular hallazgos arqueológicos, para obtener un beneficio económico generalmente. Estos objetos suelen ser vendidos a coleccionistas y, en ocasiones, llegan a formar parte de la colección de algún museo o a cuestionar los conocimientos de la propia arqueología. 
Los fraudes arqueológicos a menudo están acompañados de noticias de excavaciones arqueológicas. A lo largo de la historia, de famosas excavaciones como las realizadas en Creta, el Valle de los Reyes en Egipto y Pompeya han desencadenado la aparición de un gran número de fraudes arqueológicos. Estas piezas suelen ser presentadas en el mercado pero algunas incluso pasan a formar parte de las colecciones privadas de los museos y son estudiadas seriamente por historiadores. 
A principios de la década de 1930 el volumen de falsificaciones era tan considerable que el experto francés André Vayson de Pradenne escribió una monografía sobre el asunto, Les fraudes en archéologie préhistorique (1932). En las últimas décadas, se tiene constancia de que la cerámica precolombina de América del Sur ha sido falsificada con relativa frecuencia. Otros ejemplos populares son la alfarería del Antiguo Egipto y el «oro» de la Antigua Grecia. También ha habido falsificaciones paleontológicas como el Archeoraptor.

## Motivación
Al igual que en la falsificación de obras, el objetivo de los fraudes arqueológicos suele ser lucro económico. El valor monetario de un objeto que supuestamente tiene miles de años de antigüedad es superior a otro similar que es vendido como un mero suvenir. 
Sin embargo, algunos falsificadores arqueológicos o paleontológicos actúan movidos por otros intereses, siendo los más comunes la invención de pruebas para defender su punto de vista, apoyar una teoría con la que tengan afinidad o ganar fama y prestigio por su singular hallazgo. En otros casos, los expertos apuntan a sabotajes en los que el falsificador pretende dejar en ridículo al defensor del hallazgo. Para muchos autores esto es lo que ocurrió con el hombre de Piltdown.

## Detección
Los investigadores que pretenden demostrar que se trata de un fraude arqueológico utilizan las herramientas propias de la arqueología. La datación real del objeto realizada por expertos suele ser la prueba más sólida, para ello recurren a la prueba del carbono 14 o al análisis por activación neutrónica.

## Críticas hacia la venta de antigüedades
Algunos historiadores y arqueólogos han criticado con dureza la venta de antigüedades para obtener beneficios o mejorar las colecciones privadas sin tener en cuenta la veracidad científica de dichos objetos. Algunas de ellos pasan a formar parte de colecciones de museos, a pesar de ser de dudosa calidad o de origen incierto. Los saqueadores suelen robar en lugares arqueológicamente importantes y vender lo robado en el mercado de antigüedades, ignorando la datación de las piezas y el lugar de extracción. Algunos anticuarios embellecen un objeto real para hacerlo más atractivo para el comprador, incluso venden artículos que pertenecieron a culturas que en realidad no existieron.

## Falsificadores famosos
- Alceo Dossena, escultor del siglo XIX y autor de muchas estatuas medievales y antiguas.
- Shinichi Fujimura, arqueólogo japonés que "plantaba" de madrugada los artefactos prehistóricos que desenterraban sus colaboradores durante el día.
- Brígido Lara, falsificador mexicano de antigüedades precolombinas.
- Moses Shapira, proveedor de objetos bíblicos falsos.
- Tjerk Vermaning, arqueólogo amateur alemán cuyos hallazgos del Paleolítico Medio fueron declarados falsos.

## Objetos falsificados populares
- El gigante de Cardiff.
- El hombre de Piltdown.
- Las tablillas de Glozel, supuestamente conservaban los textos de la primera civilización dotada de escritura.
- Los cráneos de cristal.
- Las piedras de Ica.
- El Cráneo de Calaveras.
- Los guerreros de terracota etruscos.
- La Tiara de Saitafernes del Louvre.
- La piedra rúnica de Kensington.
- Las pinturas rupestres de Zubialde (Álava) en 1991.
- La princesa persa
- Los hallazgos epigráficos de Iruña-Veleia en 2006.